# Нагасакі
Нагасакі (яп. 長崎市, ながさきし, МФА: [nagasakʲi ɕi̥]) — місто в Японії, у префектурі Нагасакі. Розташоване в південній частині префектури, на березі Східнокитайського моря. Входить до списку центральних міст Японії. Адміністративний центр префектури. Виникло на основі містечка Товариства єзуїтів 1580 року, яке було центром християнської місії в Японії та японсько-європейської торгівлі. У XVII—XIX століттях відігравало роль «вікна в Європу» для японців, через яке в країну потрапляли західні ноу-хау, а також різноманітні заморські диковинки з Китаю, Південно-Східної Азії, Індії та арабських країн. Отримало статус міста 1889 року.
Площа становить 406,43 км². Станом на 1 серпня 2011 року населення становило 439 471 осіб, густота населення — 1080 осіб/км².
Основою економіки є рибальство, туризм. У місті розташовані найстаріша в Японії церква Оура, численні християнські пам'ятки, сад Ґловера, мавзолей Конфуція, Музей атомного бомбардування Нагасакі, реконструкція голландської факторії Дедзіма.
Нагасакі часто називають «маленьким Римом» Японії. У ньому проживає найбільша християнська спільнота країни, а кількість місцевих церков перевищує кількість синтоїстських святилищ і буддистських монастирів разом узятих. Нагасакі є другим містом світу після Хіросіми, що зазнало ядерного бомбардування. Мешканці міста відомі активною участю у антиядерних акціях і рухах за роззброєння.
Нагасакі є одним із найпопулярніших туристичних центрів Японії. Воно відоме як мальовниче портове місто, у якому гармонійно поєдналися японські традиції із християнським світоглядом.

## Географія

Розташування міста на мапі Префектури Нагасакі

Сучасне місто Нагасакі розташоване на півостровах Нагасакі і Нісісоногі, на північному заході острова Кюсю. Його сусідами є міста Ісахая на сході та Сайкай на півночі, а також містечка Тогіцу і Нагайо на північному сході. На заході і на півдні Нагасакі омивається Східнокитайським морем.
Місто розташоване довкола видовженої затоки Нагасакі, яка оточена з заходу, півночі і сходу горами. Історичний центр Нагасакі знаходиться у прибережній зоні, у східній частині, а житлові райони — Меното, Міхара, Хонбара, Нісіяма, Катабуті, Косіма, Інаса, Коебару, Нісіматі, Намесі — розміщені на горах. Завдяки такому положенню Нагасакі відоме в Японії як «місто на узвозі» або «терасове місто». На 2006 рік його площа становила 406,36 км².
Територією міста протікають дві річки, що впадають у води порту Нагасакі — Уракамі з півночі та Накадзіма з північного сходу.

### Клімат
Місто знаходиться у зоні, котра характеризується вологим субтропічним кліматом. Найтепліший місяць — серпень із середньою температурою 27,8 °C (82 °F). Найхолодніший місяць — січень, із середньою температурою 6,7 °C (44 °F).
| Клімат Нагасакі         | Клімат Нагасакі | Клімат Нагасакі | Клімат Нагасакі | Клімат Нагасакі | Клімат Нагасакі | Клімат Нагасакі | Клімат Нагасакі | Клімат Нагасакі | Клімат Нагасакі | Клімат Нагасакі | Клімат Нагасакі | Клімат Нагасакі | Клімат Нагасакі |
| Показник                | Січ.            | Лют.            | Бер.            | Квіт.           | Трав.           | Черв.           | Лип.            | Серп.           | Вер.            | Жовт.           | Лист.           | Груд.           | Рік             |
| Абсолютний максимум, °C | 18              | 20              | 25              | 27              | 27              | 31              | 36              | 36              | 33              | 28              | 26              | 22              | 36              |
| Середній максимум, °C   | 9               | 10              | 13              | 18              | 22              | 25              | 28              | 30              | 27              | 22              | 17              | 12              | 20              |
| Середня температура, °C | 6               | 7               | 10              | 15              | 19              | 22              | 26              | 27              | 24              | 19              | 14              | 9               | 17              |
| Середній мінімум, °C    | 3               | 4               | 7               | 11              | 15              | 20              | 24              | 25              | 21              | 16              | 10              | 6               | 13              |
| Абсолютний мінімум, °C  | −3              | −3              | −2              | 2               | 8               | 13              | 17              | 20              | 12              | 7               | 1               | −2              | −3              |
| Норма опадів, мм        | 70              | 80              | 120             | 190             | 190             | 320             | 260             | 180             | 230             | 100             | 80              | 70              | 1960            |
| ----------------------- | --------------- | --------------- | --------------- | --------------- | --------------- | --------------- | --------------- | --------------- | --------------- | --------------- | --------------- | --------------- | --------------- |
| Джерело: Weatherbase    |                 |                 |                 |                 |                 |                 |                 |                 |                 |                 |                 |                 |                 |

Значна кількість опадів спричиняє влітку часті повені і ґрунтові зсуви.

## Історія
У другій половині XVI століття, у часи активних контактів Заходу з японцями, територія сучасного міста Нагасакі перебувала у руках самурайського удільного володаря Омури Сумітади. З метою розвитку торгівлі з європейцями він прийняв християнство і заснував у своїх землях портові поселення, серед яких було і Нагасакі.
У 1570 році в ньому обладнали порт, а в 1571 році, з прибуттям першого європейського корабля з Португалії, збудували містечко. У 1580 році Омура передав контроль над Нагасакі єзуїтам, а через два роки вислав з місцевого порту посольство до Риму. Завдяки успішній місіонерській діяльності Товариства Ісуса, майже все населення північних районів острова Кюсю стало християнами. До початку XVII століття Нагасакі відігравало роль одного з головних місіонерських центрів в Японії і було важливим осередком європейсько-японської торгівлі.
У 1587 році об'єднувач Японії Тойотомі Хідейосі завоював Кюсю і заборонив перебування християнських священників і ченців у країні. Наступного року він відібрав у єзуїтів місто Нагасакі, підпорядкувавши його безпосередньо центральній владі. У 1592 тут встановлено інститут урядника Нагасакі, який стежив за міжнародною торгівлею і місіонерами в Японії. З метою залякування останніх у 1596 на високому пагорбі в Нагасакі розіп'яли 26 християн.
Зі встановленням у Японії сьоґунату Едо гоніння на християнство посилилися. У 1614 уряд заборонив сповідування цієї віри по всій країні. У 1622 центральна влада провела у Нагасакі показову страту 55 християн і зруйнували усі 16 церков міста. Для виявлення прихильників забороненої віри міщани щорічно, в обов'язковому порядку, були змушені проходити процедуру топтання святих образі́в.

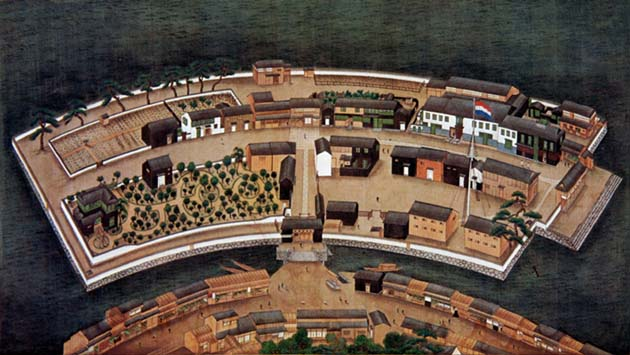
План штучного острова Дедзіма — японського «вікна в Європу»

У 1635 влада заборонила японцям покидати межі країни, а у 1636 насильно переселила усіх європейців Нагасакі, серед яких переважали португальці, на штучний острів Дедзіма, з метою ізолювати населення країни від контактів із Заходом. Після християнського повстання у Сімабара в 1637, сьоґунат наклав вето на прибуття європейських кораблів до Японії, зробивши виняток лише для протестантських Нідерландів, які допомогли придушити повстання та зобов'язалися не поширювати християнство. Нідерландці були змушені мешкати на острові-резервації Дедзіма, під забороною полишати її. Таким чином, на 1641 японська влада встановила режим ізоляції Японії від Заходу, перетворивши Нагасакі на єдине «вікно» спілкування із ним.
До середини XIX століття Нагасакі було єдиним міжнародним портом, у якому влада дозволяла вести торгівлю з Голландською Ост-Індійською компанією та китайськими купцями. Через нього до Японії потрапили такі рідкісні товари як кава, картопля та женьшень, або такі іноземні ігри як бадмінтон і боулінг. Завдяки активній торгівлі місто процвітало і було одним з найбагатших у Японії, однак після встановлення урядом у 1715 році обмежень на ввіз товарів, економічний ріст Нагасакі призупинився. Попри господарський спад, місто залишалося важливим освітнім центром Японії, де вивчалися іноземні мови та «голландські науки» ранґаку, зокрема європейська медицина.
З початком XIX століття європейські держави вступили у колоніальну гонку. Кораблі Росії, Британії, США почали частіше заходити до Нагасакі, вимагаючи від уряду покінчити з політикою ізоляції. Через неспроможність протистояти натиску ззовні та послаблення влади сьоґунату всередині країни, у 1859 місцевий порт нарешті проголошено відкритим для суден іноземних держав. Це дало змогу осучаснити Нагасакі. Саме тут постали перша японська залізниця, телеграф і англомовна газета. Європейці та американці розбудували південну частину міста в районі Оура. Вони допомагали антиурядовим силам в Японії і сприяли успіху реставрації Мейдзі. Завдяки діяльності західних посольств в країні була знята двохсотлітня заборона на християнство, а більша частина жителів Нагасакі, яка потайки від властей сповідувала віру у Христа, змогла відкрито повернутися у лоно католицької церкви.
20 червня 1869 року Нагасакі стало адміністративним центром однойменної префектури, а 1 квітня 1889 року офіційно отримало статус міста. Воно поступово перетворилося на одне з головних осередків японської сталеливарної промисловості та кораблебудування. Досягнення Нагасакі показали на Міжнародній виставці промисловості й туризму, проведеній 1934 року.

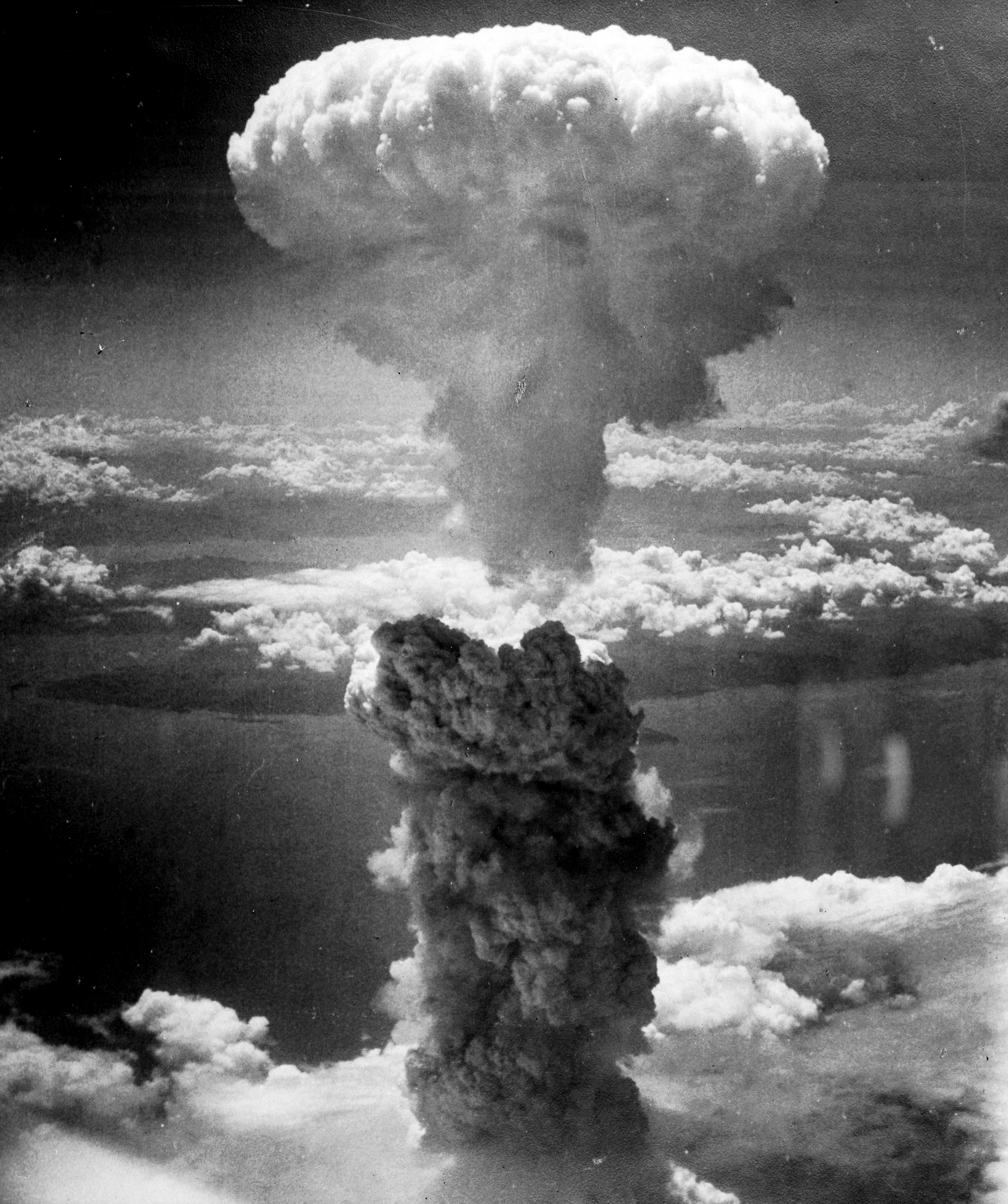
Грибоподібна хмара від ядерного вибуху в Нагасакі

Під час Другої світової війни Нагасакі зазнало страшних руйнувань. 9 серпня 1945 об 11:02 авіація США скинула на місто ядерну бомбу. Вибух стався в районі християнського кварталу Уракамі. Це було друге ядерне бомбардування в історії людства після Хіросіми. У результаті цієї трагедії загинуло 73 884 особи, поранено 74 909 і завдано збитків 120 820 мешканцям міста. Постраждало 18 409 будівель, серед яких 11 574 згоріли дощенту, 1326 були повністю зруйновані, а 5509 зруйновані наполовину. Після війни на пошанування загиблих у місті споруджено у 1955 Парк Миру.
Місто було поступово відбудоване, хоч і кадинально змінено. Деякі уламки споруд були залишені як пам'ять про бомбардування. У лютому 1981 Нагасакі відвідав Папа Римський Іван Павло II. Він віддав шану витривалості місцевих християн, які зберегли віру в Христа незважаючи на століття гонінь, і закликав уряди країн світу брати приклад з цього міста — вчитися терпеливості та прощенню, а не вести війни та переслідувати інакодумців.
1 квітня 1997 Нагасакі зараховане до центральних міст Японії.

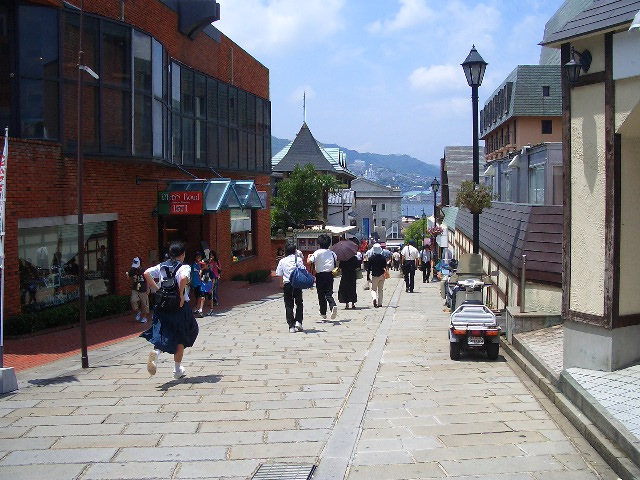
Сучасний вид на місто, церква Оура на схилі, 2005 рік
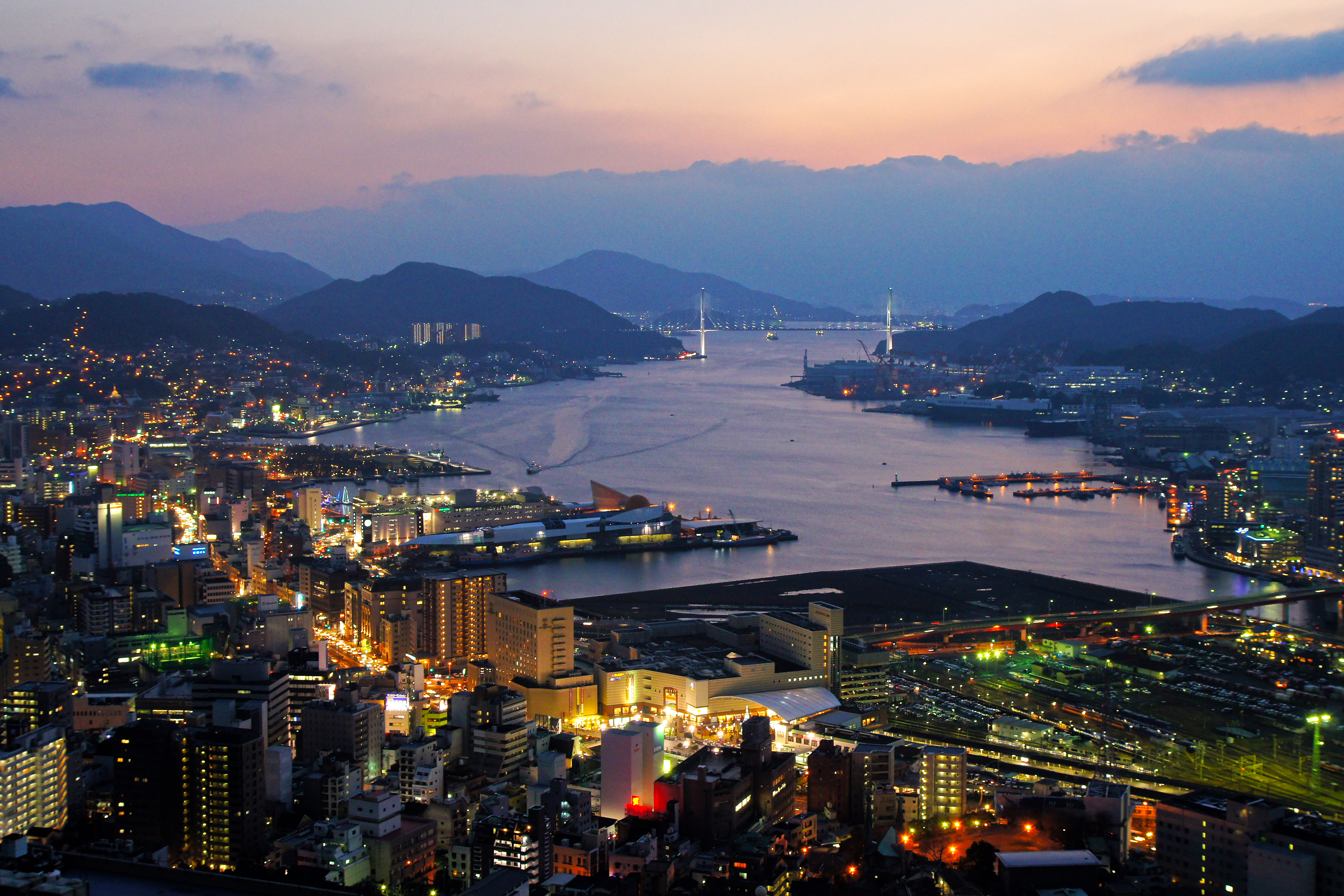
Вид на нічне місто з мису Конпіра, 2012 рік
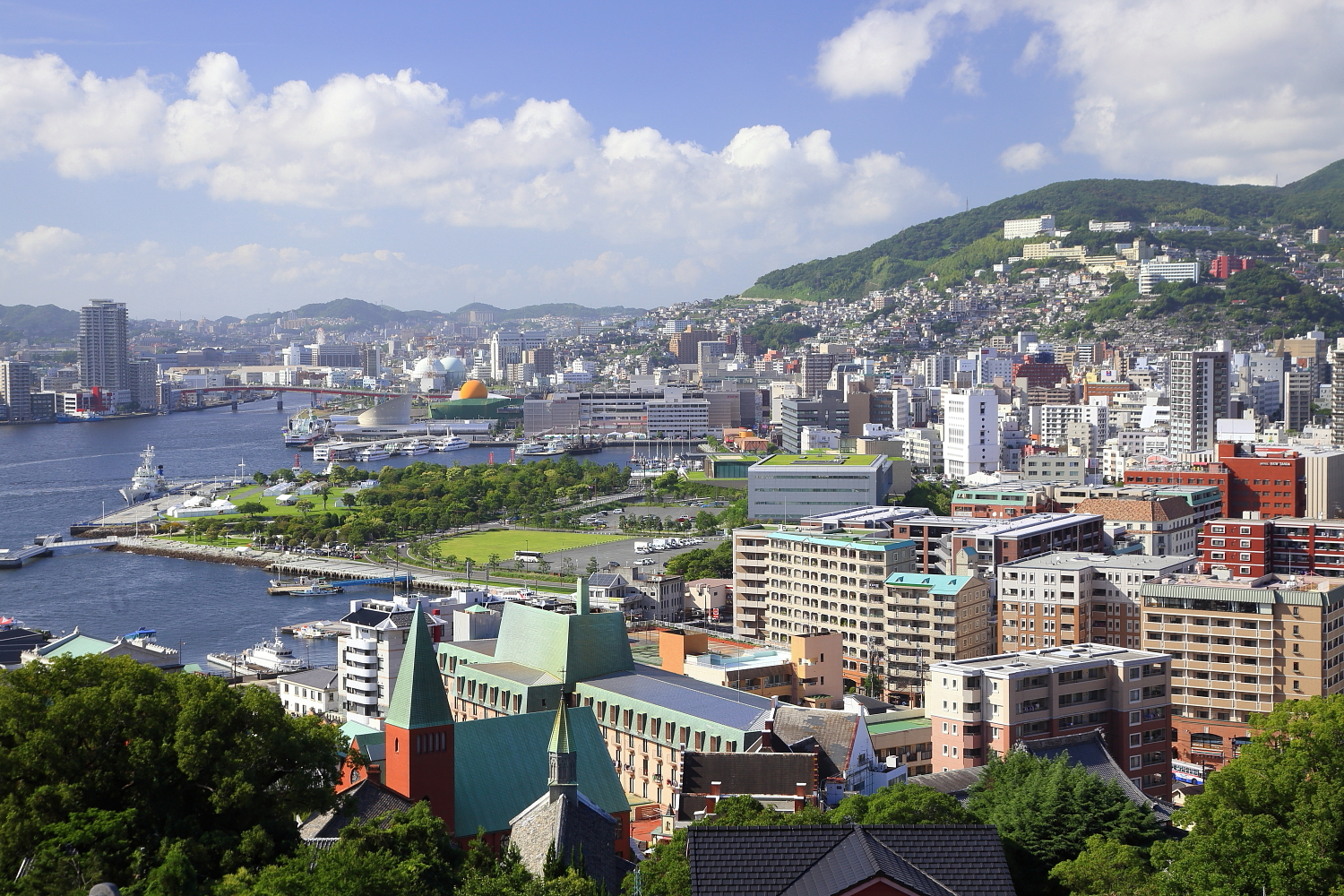
Вид на Нагасакі з саду Ґловера, 2014 рік
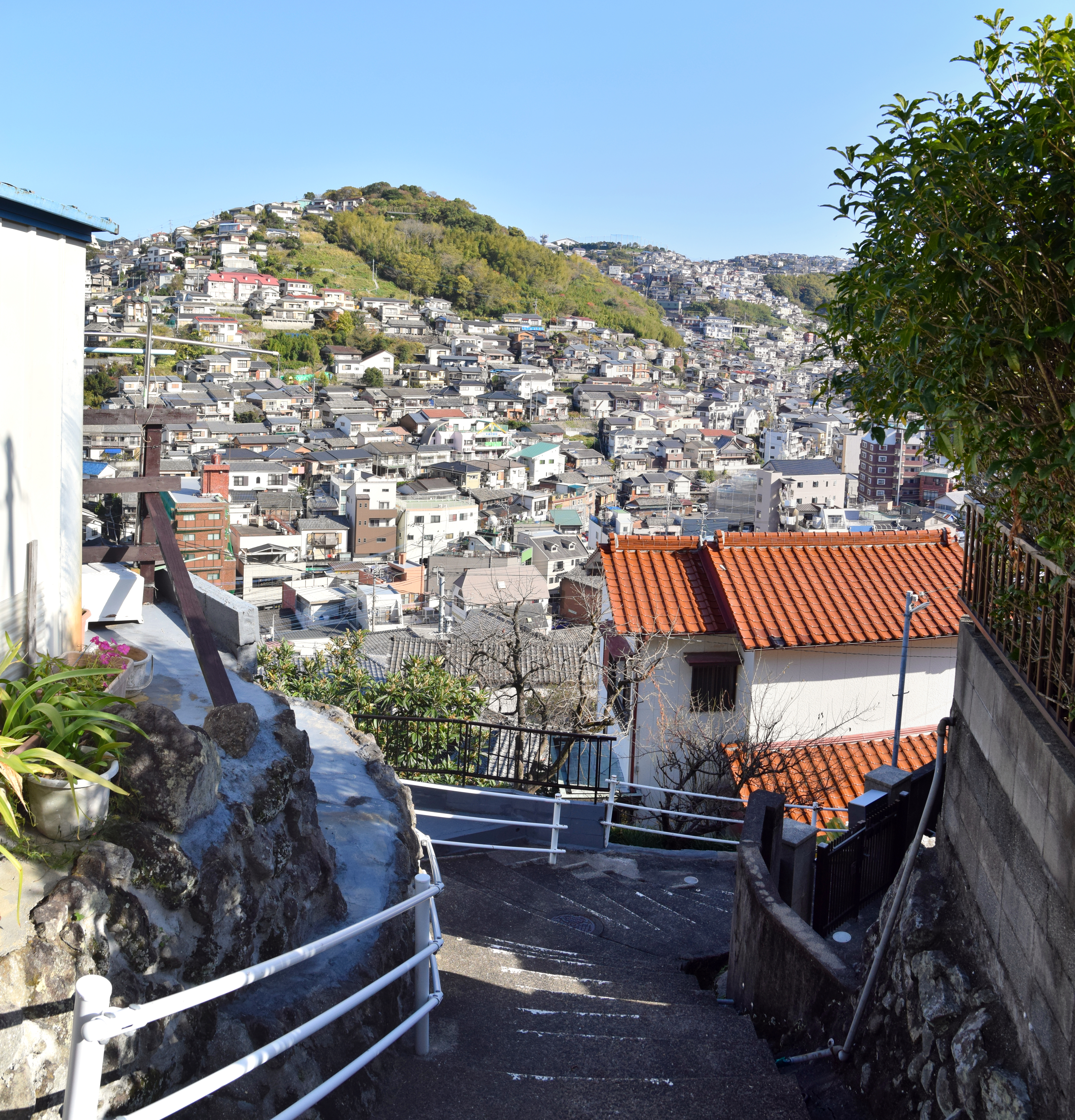
Стежки в Нагасакі

## Пам'ятки
| Пам'ятка | Опис | Пам'ятка | Опис |
|          | Місце страти японських мучеників — пагорб Нісідзака, де 1597 року за наказом японського правителя Тойотомі Хідейосі страчено 26 християн — 20 японців та 6 іноземців. Вважається «Японською Голгофою». На пагорбі споруджено пам'ятник на згадку про розп'яття християн.                        |          | Музей японських мучеників присвячений історії християнства в Японії. В експозиції представлені лист Франциска Ксав'єра португальському королю Іоанну III, християнські рукописи і твори мистецтва 16 — 19 століть. При музеї діє бібліотека.                                |
|          | Церква Оура є найстарішою церквою неоготичного стилю в Японії. Її збудували французькі католицькі місіонери у 1864 році. Спорудження цього монастиря в Нагасакі відродило християнську общину міста. Церква є національним скарбом Японії.                                                      |          | Собор Уракамі — один із символів міста Нагасакі. Його будівництво тривало декілька десятиліть і завершилось 1925 року. Атомна бомба, скинута на християнський квартал Уракамі, зруйнувала собор, але його відновили у 1959 році.                                            |
|          | Будистський монастир Хонрендзі (本蓮寺) був заснований монахами войовничої секти Нітірен-сю у 1620 році на місці християнського шпиталю св. Лазаря і церкви св. Іоанна Христителя. В часи переслідування християн, багато вірних загинули у дворі цього монастиря.                              |          | Музей «Голландська факторія Дедзіма» створений на місці колишнього штучного острова Дедзіма, японського «вікна в Європу» у XVII—XIX століттях. У музеї представлені реконструкції будівель торговельної факторії голландців, предмети побуту та наукові пристрої того часу. |
|          | Окулярний міст — меґанебасі, збудований у 1634 році над річкою Накасіма, є цінним культурним надбання Японії. Його назва походить від «окулярів», що утворюються двома арками моту та їх відображенням у воді.                                                                                  |          | Місце старого китайського кварталу Нагасакі, так звані китайські садиби. Вони були зведені японським урядом у 1689 році для централізації торгівлі з Китаєм та боротьби з китайською контрабандою.                                                                          |
|          | Музей історії та культури Нагасакі присвячений темі міжнародних контактів Японії зі світом, японському християнству і періоду ізоляції 17 −19 століть. Будівля музею знаходиться на місці середньовічної садиби державного урядника Нагасакі. Ця садиба повністю реконструйована у залах музею. |          | Синтоїстське святилище Сува дзіндзя (諏訪神社), засноване 1625 року на місці ліквідованих японськими християнами святилищ Сува, Сумійосі і Морідзакі. У ньому шанують божество моря. При святилищі проводять загальноміське свято Нагасакі кунті.                           |
|          | Монастир Софукудзі (崇福寺) — один із чотирьох буддійських «монастирів щастя» Нагасакі. Збудований у 1629 році південнокитайськими монахами. Червоні «ворота дракона» і «скарбниця героїв» монастиря зараховані до національних скарбів Японії.                                                 |          | Монастир Фукусайдзі (福済寺) — один із чотирьох буддійських «монастирів щастя» Нагасакі. Збудований у 1628 році китайськими монахами секти дзен. Біла статуя бодхісаттви Каннон була зведена у 1971 році на пам'ять про загиблих у атомному бомбардуванні Нагасакі.         |
|          | Монастир Сьофукудзі (聖福寺) — один із чотирьох буддійських «монастирів щастя» Нагасакі. Збудований у 1677 році китайськими монахами секти дзен у танському стилі. Монастир знаменитий найбільшим дзвоном у місті.                                                                              |          | Монастир Кофукудзі (興福寺) — один із чотирьох буддійських «монастирів щастя» Нагасакі. Збудований у 1624 році китайськими монахами у часи гоніння на християн на доказ того, що китайська громада міста не християни, а буддисти.                                          |
|          | Сад Ґловера — гірський парк з якого відкривається чудова панорама затоки Нагасакі. Розташований на території колишньої «резервації для іноземців», у ньому збереглося чимало цінних архітектурних надбань західного стилю 2-ї половини 19 століття.                                             |          | Мавзолей Конфуція — єдиний в Японії монастир Конфуція, збудований китайцями. Постав у 1893 році. На території мавзолею знаходиться музей китайських старожитностей. |
|          | Стародавнє святилище Санно дзіндзя відоме своїми воротами, що були зруйновані вибухом атомної бомби 1945 року. Нині від них залишилася лише одна колона — згадка про страхіття війни. |          | Парк миру Нагасакі — меморіальний комплекс у північній частині міста, присвячений жертвам атомного бомбардування 9 серпня 1945 року. Символом парку є скульптура молитви за мир, створена митцем Кітамурою Сейбо.                                                           |
|          | Музей атомного бомбардування Нагасакі детально знайомить відвідувачів із трагедію міста 9 серпня 1945 року. У експозиційних залах використано понад 900 фотографій, фільмів, речей постраждалих від бомбардування. Провідна тема музею — ядерне роззброєння.                                    |          | Епіцентр вибуху атомної бомби в Нагасакі перетворено на невеликий парк, у середині якого стоїть напівзруйнована колона собору Уракамі. Перенесена сюди з уламків собору, що знаходився за 500 м від центру вибуху, вона є символом християнської молитви за мир.            |

## Міста-побратими
Нагасакі підтримує дружні відносини із багатьма містами світу..

### У Японії
- Хіросіма

### У світі
- Сент-Пол (Міннесота), США (1955)
- Сантус, Бразилія (1972)
- Порту, Португалія (1978)
- Мідделбург, Нідерланди (1978)
- Фучжоу, КНР (1980)
- Во-сюр-Ор, Франція (2004)

## Відомі уродженці
- Кавахара Кейґа (1786—1860), японський художник кінця доби Едо
- Такасі Нагаї (1908—1951), японський католицький письменник
- Ішіґуро Кадзуо (нар. 1954), британський письменник японського походження, лауреат Нобелівської премії з літератури 2017 року
- Йосіда Мая (нар. 1988),  японський футболіст, захисник національної збірної Японії
- Аріана Мінамото (нар. 1994), японська модель